# Croûte (biologie)
Pour les articles homonymes, voir croûte.

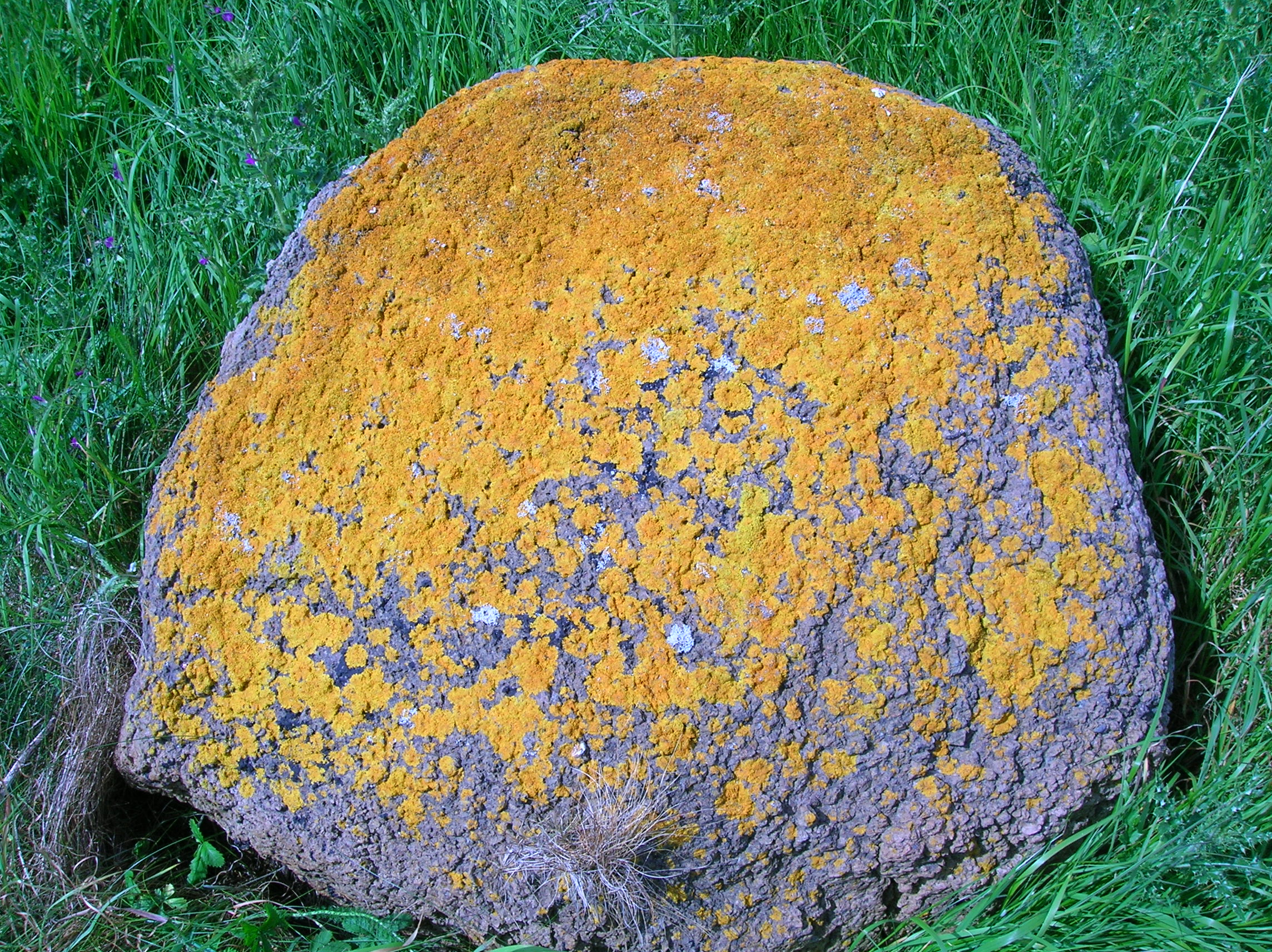
Un lichen incrustant : Caloplaca marina.

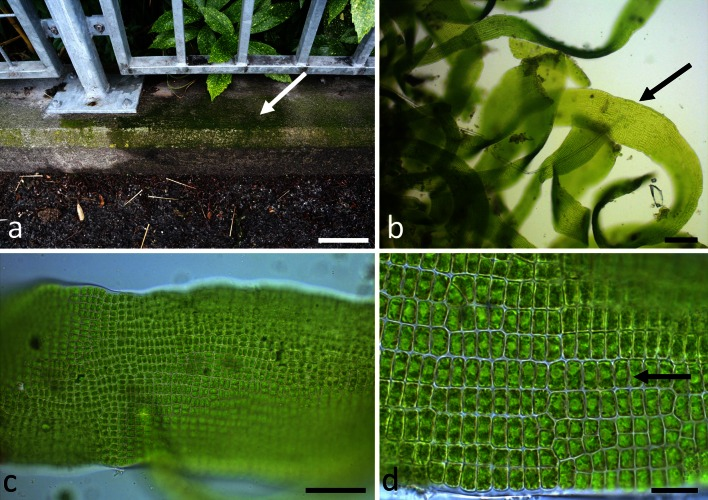
L'espèce épilithique Prasiola calophylla est l'algue prépondérante formant des croûtes vertes sur les murs urbains du nord de l'Europe (fig. a), tandis que Klebsormidium est prépondérante dans le sud de l'Europe.

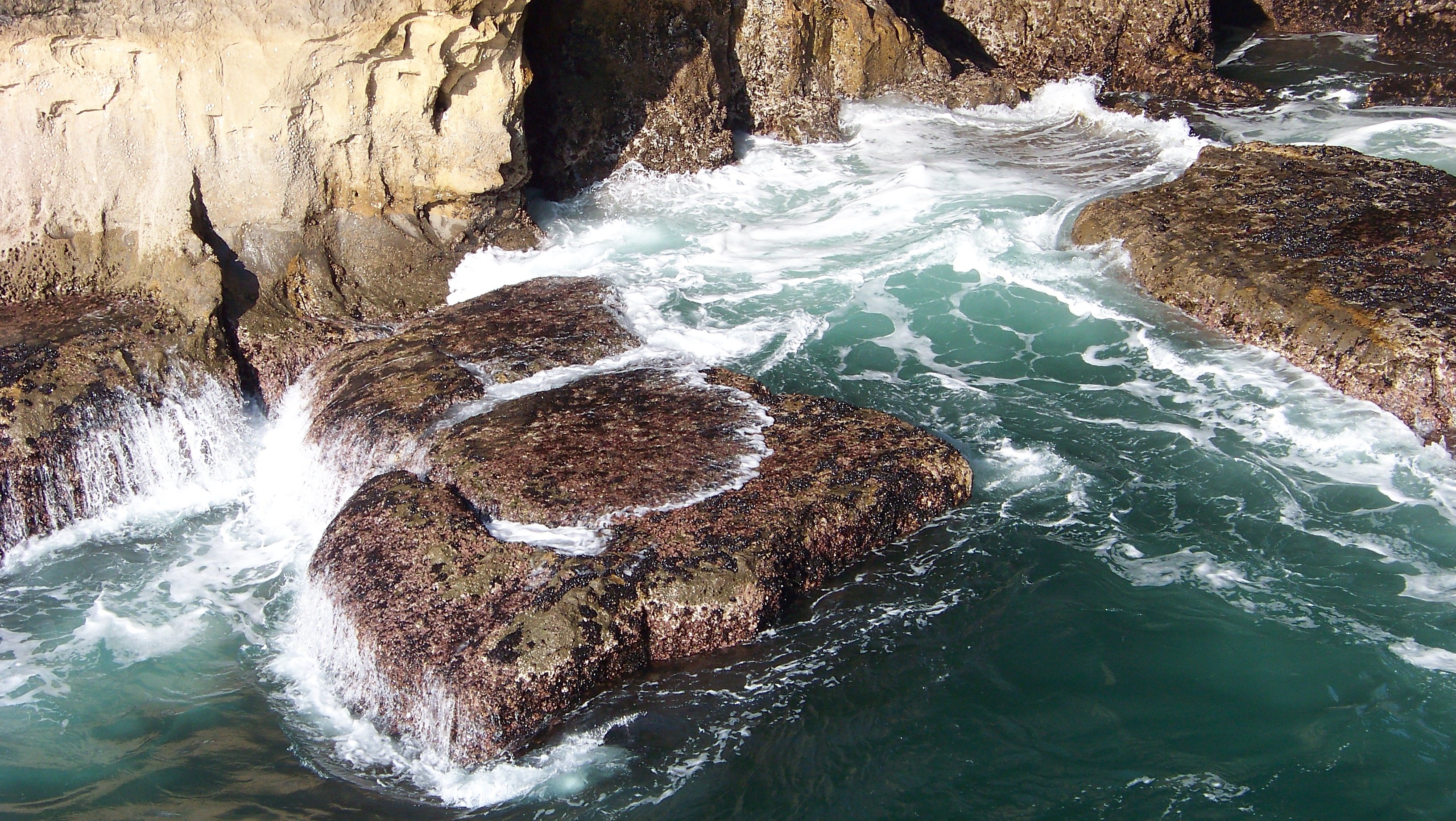
Quelques algues marines encroûtantes et « calcaires » résistent à la fois au soleil et à la violence des vagues qui battent les zones rocheuses de l'estran.

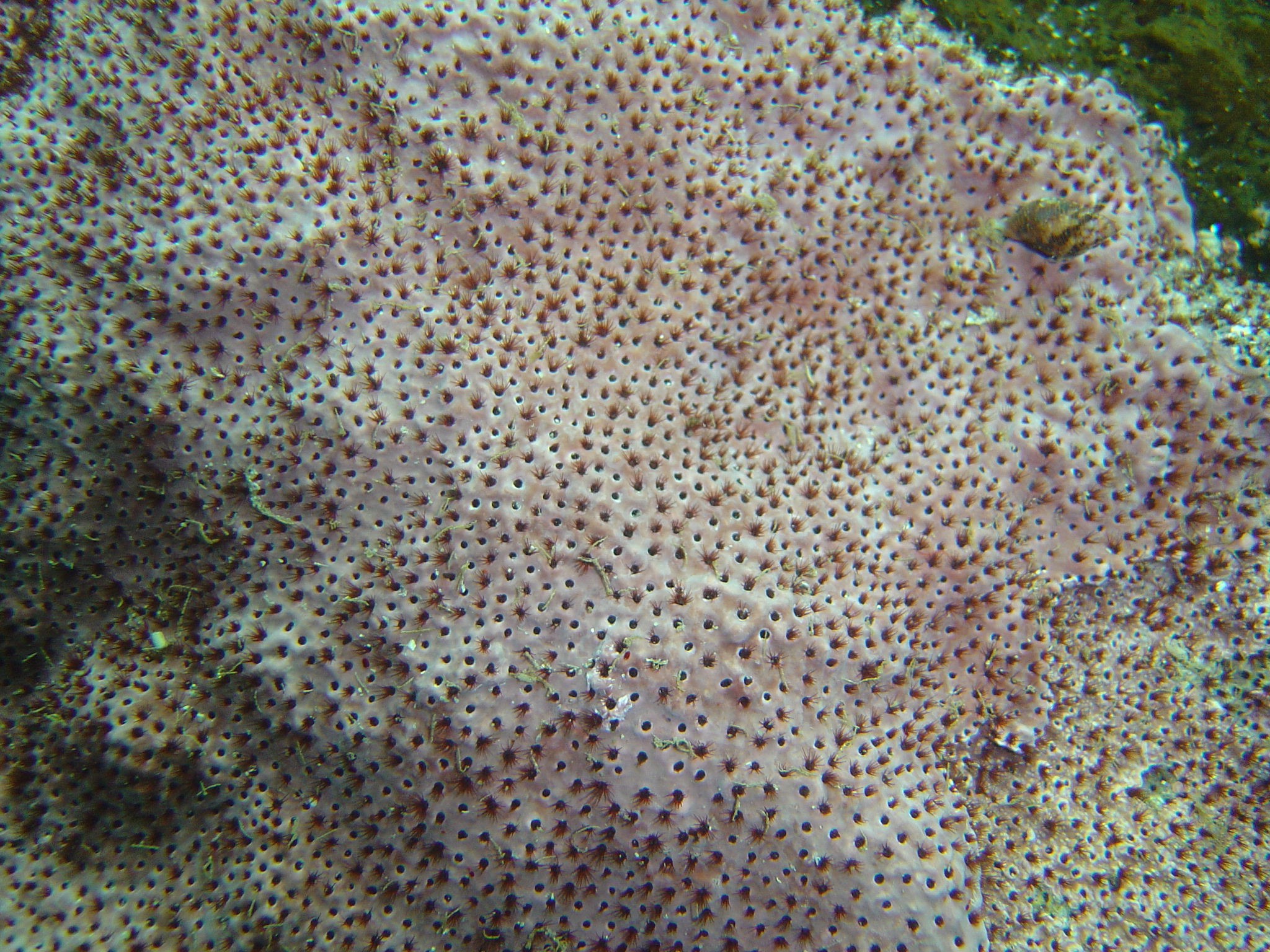
Association entre une algue encroûtante et un petit ver marin (black boring worm) (Pinnacle, près de la « Gordon's Bay »)

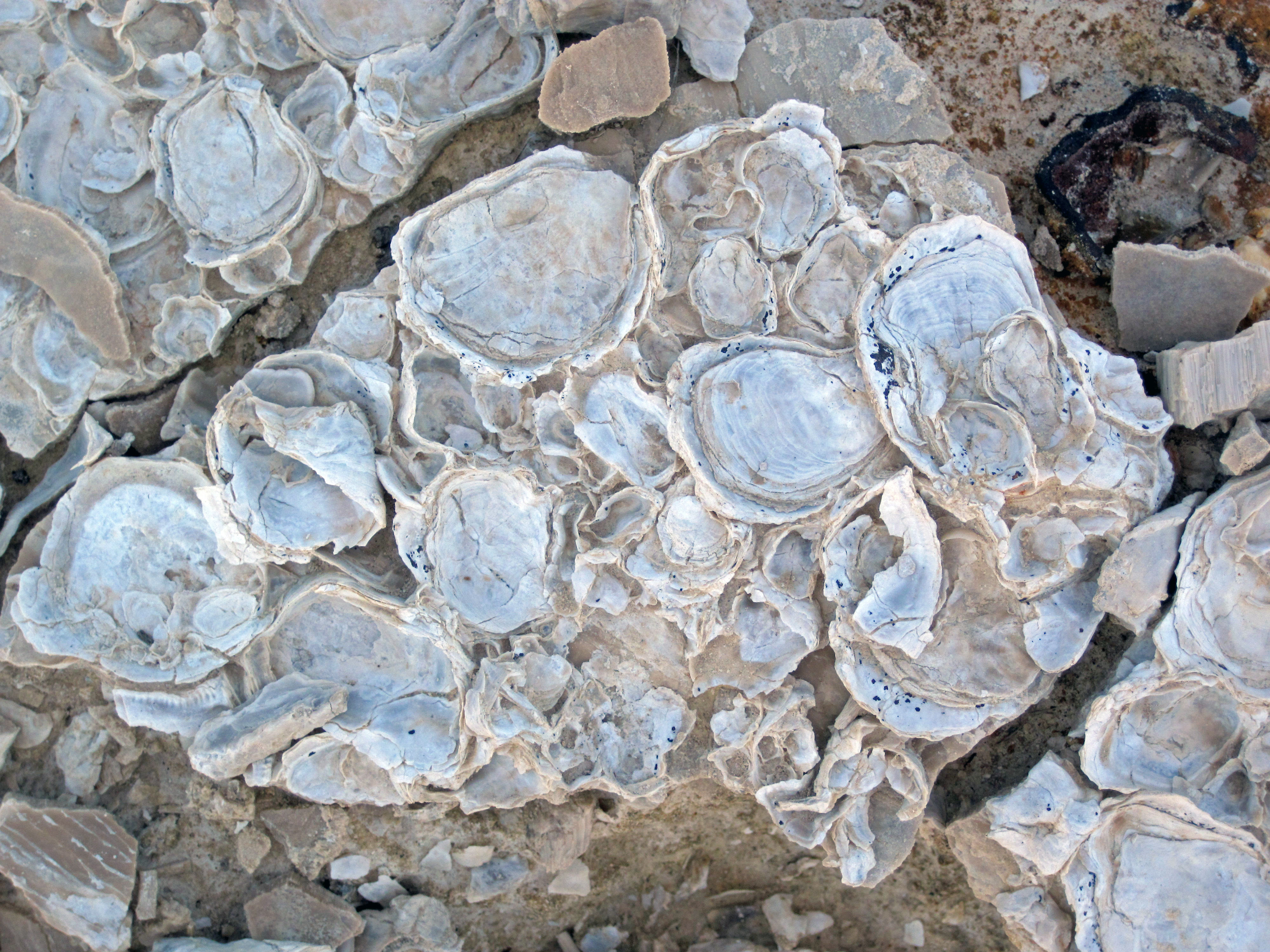
Tapis fossile d'huitres soudées les unes aux autres formant un encroûtement qui peut ensuite devenir une roche biogénique

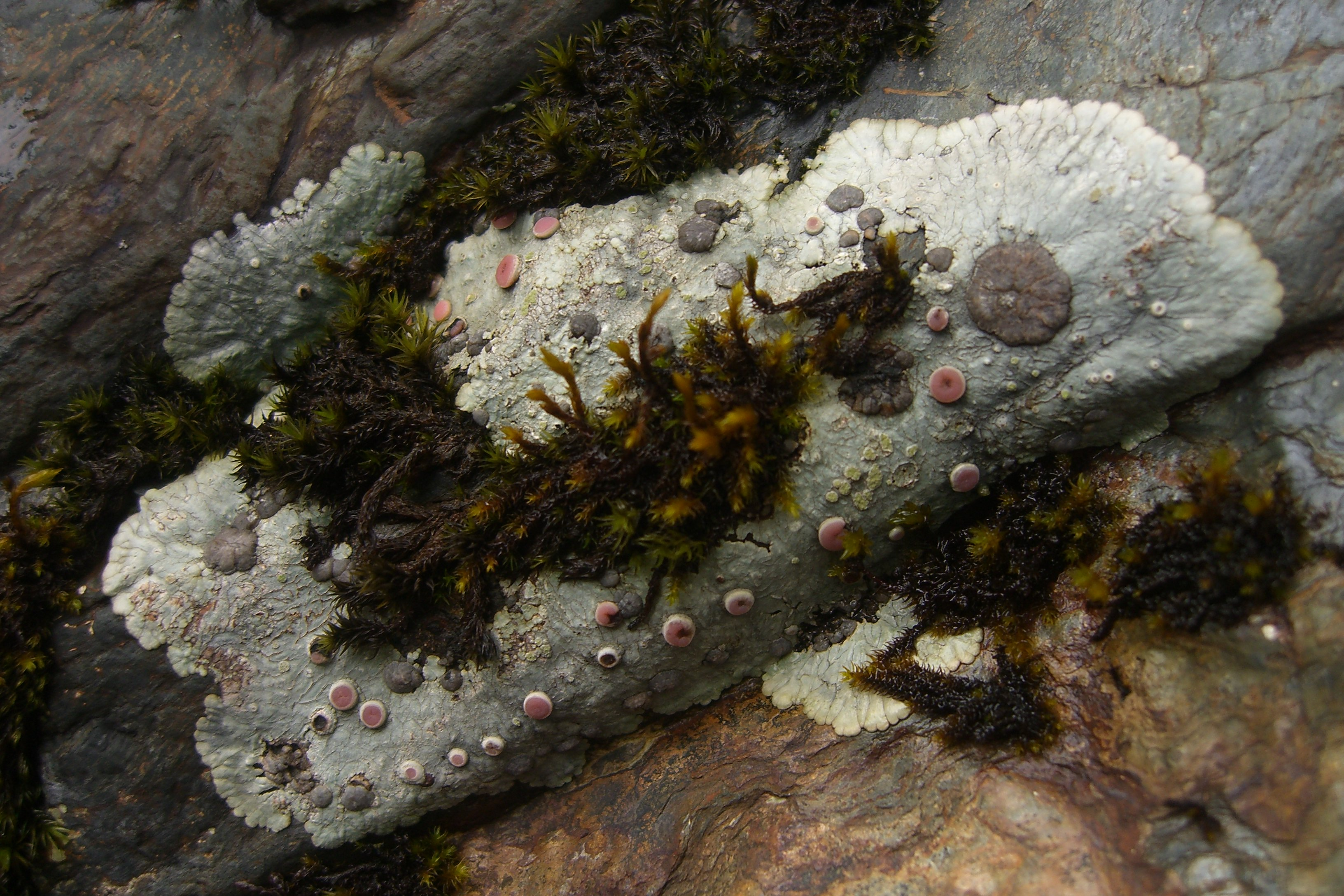
Ce lichen crustacé (encroûtant), Placopsis est abondant sur le basalte et le granit. C'est l'un des rares lichens présentant de grosses céphalodies (excroissances visibles sur la photo sous forme de petites rosettes brunes, par exemple, sur le côté droit), qui contiennent des cyanobactéries alors que des algues vertes symbiotes sont présentes dans le reste du thalle

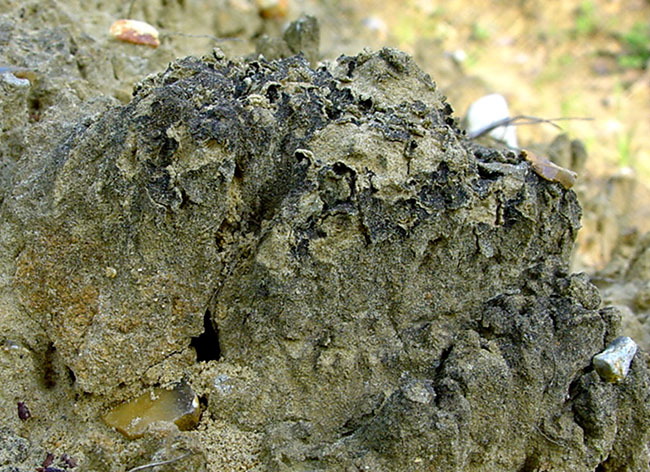
Croûte d'algues et de bactéries (cyanophycées ?) fixant efficacement le sable soumis à érosion (sur un turricule de taupinière). Malgré la pluie le sable reste en place fixé par le biofilm et substance mucilagineuses produites par les algues, bactéries

En biologie, les croûtes sont des couches produites par certains organismes (espèces de bactéries, algues, champignons ou lichens) qui se développent en adhérant plus ou moins fortement au substrat et en s'y étendant.
Les croûtes biologiques sont des biofilms très épais ou présentent (comme chez les lichens) des structures plus complexes. Ces croûtes sont surtout trouvées sur le sol (croûte biologique du sol (en) abritant des organismes édaphiques), les surfaces rocheuses (les espèces sont alors dites saxicoles) et sur les écorces d'arbre ou sur des feuilles (on les dit alors épiphytes).
Elles croissent jusqu'à une centaine de mètres du sol sur les grands arbres tropicaux et sont trouvées à de grandes profondeurs dans l'environnement marin (à plus de 250 m de fond dans les eaux très claires) mais aussi pour certaines dans la zone intertidale, formant des croûtes sur les différents substrats.
Certains encroûtements biologiques participent à la formation de roches, via le phénomène de biominéralisation,, jouant ainsi un rôle important dans le cycle du carbone et du calcium (et du magnésium) ainsi que dans la formation de certaines structures récifales, jusqu'à plus de 250 m de fond aux Bahamas dans le cas des algues corallinales (plus de 700 espèces déjà identifiées). On peut de ce point de vue les considérer comme des espèces ingénieures.

Le processus de formation d'une roche biogénique peut être rapide (elle s'épaissit parfois de plusieurs millimètres par an), mais la roche ainsi produite est alors plus légère et fragile.

## Milieux aquatiques
Dans des milieux aquatiques (dulçaquicole, saumâtre ou marin), ou hors de l'eau mais sur des substrats constamment exposés à des éclaboussures (par exemple près d'une chute d'eau, sur une berge ou une pile de pont, etc.) certaines espèces encroûtantes et calcifiantes forment des roches (travertins et tufs) dites biogéniques.
Les algues encroûtantes et calcifiantes (parfois aussi dénommées algues calcaires) sont généralement des algues marines et plus rarement d'eau douce ou saumâtre, benthiques ou épiphytes. Certaines des « algues calcaires encroûtantes » comme les algues corallinales peuvent être (parfois articulées comme Corallina officinalis) et ont parfois une texture dure et un aspect minéral. Elles jouent un rôle majeur dans la résistance de certains substrats à l'érosion par le courant et dans la construction récifale (où elles représentent jusqu'à plus de 40 % de la biomasse totale du récif). Quelques espèces des biofilms marins naturels sont associées aux coraux et semblent utiles voire nécessaires pour induire la métamorphose et permettre la bonne fixation de la larve du corail au récif, (ce phénomène est encore mal compris, mais en laboratoires plusieurs micro-organismes se sont aussi montrés capables d'induire la métamorphose chez diverses autres espèces marines (échinodermes, mollusques, polychètes et cnidaires). Mieux comprendre ce phénomène permettrait peut-être d'éclairer le phénomène de mortalité du corail, et d'être plus efficaces dans les tentatives de restauration de récifs coralliens et de culture de coraux.
Le substrat peut être une roche (ou tout objet dur ou suffisamment pérenne tels que déchet et épave, des cordes ou fils de pêche) situés tout au long de la zone intertidale, puis plus profondément. Dans le cas des espèces encroûtantes calcifiantes, de nouvelles générations peuvent croître sur les squelettes minéraux des anciennes générations (c'est ainsi que les stromatolithes se sont formés, couche par couche).
Les supports de certaines espèces sont les récifs coralliens ou d'autres types de structures récifales, comme dans le cas des Corallinales, constructrices de récifs de coraux.
Le support peut aussi être d'autres organismes vivants, tels que la surface d'algues ou de plantes à fleurs (zostères…) de coquilles de mollusques ou de tests de certains oursins ou crustacés, ou encore des racines (dans les mangroves par exemple). Les corallines (dans le groupe des algues rouges) comptent parmi les principaux constructeurs de récifs coralliens, où elles consolident les amas de squelettes de coraux via leurs encroûtements. Parmi les algues brunes de l'ordre des Ralfsiales, il existe deux familles d'algues encroûtantes.
Il existe aussi des colonies de cyanophycées et des algues encroûtantes non calcifiées dites « crustacés charnus », mieux connues dans la zone intertidale. Une étude faite sur les littoraux de l’État de Washington a trouvé parmi les organismes qui forment ces "croûtes charnues" 14 taxons appartenant aux genres Chlorophyta, Phaeophyta, Rhodophyta, Cyanobactéries ou à des lichens marins, tous ces organismes ayant des cycles de vie très différents et pour certains des habitats très spécifiques (ex : uniquement dans le haut ou le bas de la zone intertidale ou dans les flaques). Leur distribution semble inégale et leur épaisseur sans lien avec la hauteur des marées. Ces croûtes sont plus épaisses que les biofilms bactériens et semblent plutôt se reproduire en automne et hiver, sans présenter de rythme saisonnier évident.
Enfin, certaines algues calcaires ont une forme plus ou moins libre comme le maërl. Elles peuvent coloniser tous types de roches, ainsi que des coquilles d'animaux (gastéropodes aquatiques, oursins cidaroïdes, tortues...) ou d'autres algues (en épiphyte).

## Milieux terrestres
De nombreux lichens colonisent également sur la surface de rochers, des troncs d'arbre et d'autres substrats (dont des feuilles d'arbres en zone tropicale), ce pourquoi on parle parfois de lichens "crustacés".

## Problèmes éventuels
Bien que ces espèces jouent un rôle écologique essentiel, elles  peuvent être par certains considérées comme esthétiquement gênantes (lichens) ou préjudiciables au fonctionnement de certaines structures immergées : tuyauteries et filtres risquant d'être colmatés ou plus rapidement corrodés, coques qui doivent être dépourvues de "fouling" pour être rapides, etc.

## Typologie
Il existe différents types de lichens encroûtants, dits  :
- endolithiques (enfouis dans les pores de la roche, avec seulement une partie de l'organisme visible dans le milieu (aérien ou aquatique),
- endophloidiques (dans le tissu même de la plante) et
- léprosants (formant des structures en couches successives)[11].

## Mécanisme adaptatif
La croissance en encroûtements (et notamment avec biominéralisation) dans la croûte biologique pourrait être une adaptation à des  environnements difficiles ou à haut risque de prédation.
Les lichens et certains algues encroûtantes de l'estran résistent parfaitement à la sécheresse et au froid (on en trouve des déserts aux hautes montagnes, en passant par les rochers battus par les vents et les embruns salés jusqu'en Arctique. La radula de certains escargots et autres mollusques aquatiques leur permet d'exploiter la surface de certains encroûtements calcifiés et parfois leur coquille est elle-même colonisée par les algues et/ou bactéries encroûtantes, ce qui peut les camoufler dans cet environnement particulier.
On peut supposer que les algues en partie très calcifiées ont un avantage compétitif apporté par le fait d'être moins facilement mangées par des herbivores.

## Écologie
Chaque roche ou objet immergé offre un substrat dont la surface est finie ; diverses espèces d'algues, de cyanobactéries et/ou bactéries encroûtantes et calcifiantes peuvent entrer en compétition pour la colonisation de ces substrats (roches, graviers, coquilles d'animaux, algues, ou déchets divers (dont par exemple le fil de pêche en eau douce, mais non les plombs qui sont si toxiques que même ces bactéries ubiquistes ne peuvent les coloniser).

## Couleurs
Les organismes encroûtants ont adopté une grande variété de couleurs (comme le jaune, l'orange, le rouge, le gris et le vert chez les lichens) et le rouge, rose ou le violet (chez les algues encroûtantes de l'estran). Ces couleurs sont souvent assez vives chez les lichens et algues, et ternes chez les bactéries.

## Exploitation
Les carrières de tuf exploitent une roche autrefois formée par des organismes vivants dont la croûte s'est épaissie jusqu'à former des épaisseurs pouvant localement atteindre des dizaines de mètres.

## Galerie d'images

### Encroûtements par des algues marines

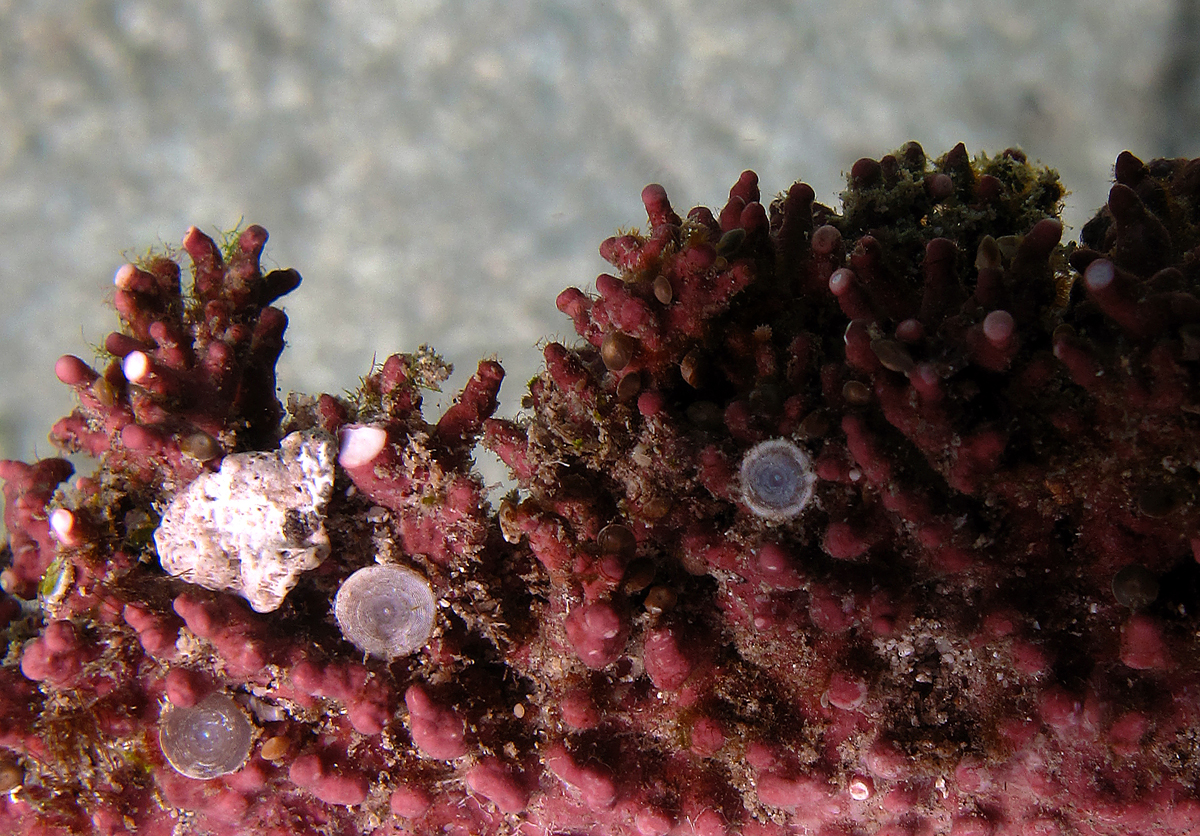
Corallinales Lithothamnion sp.
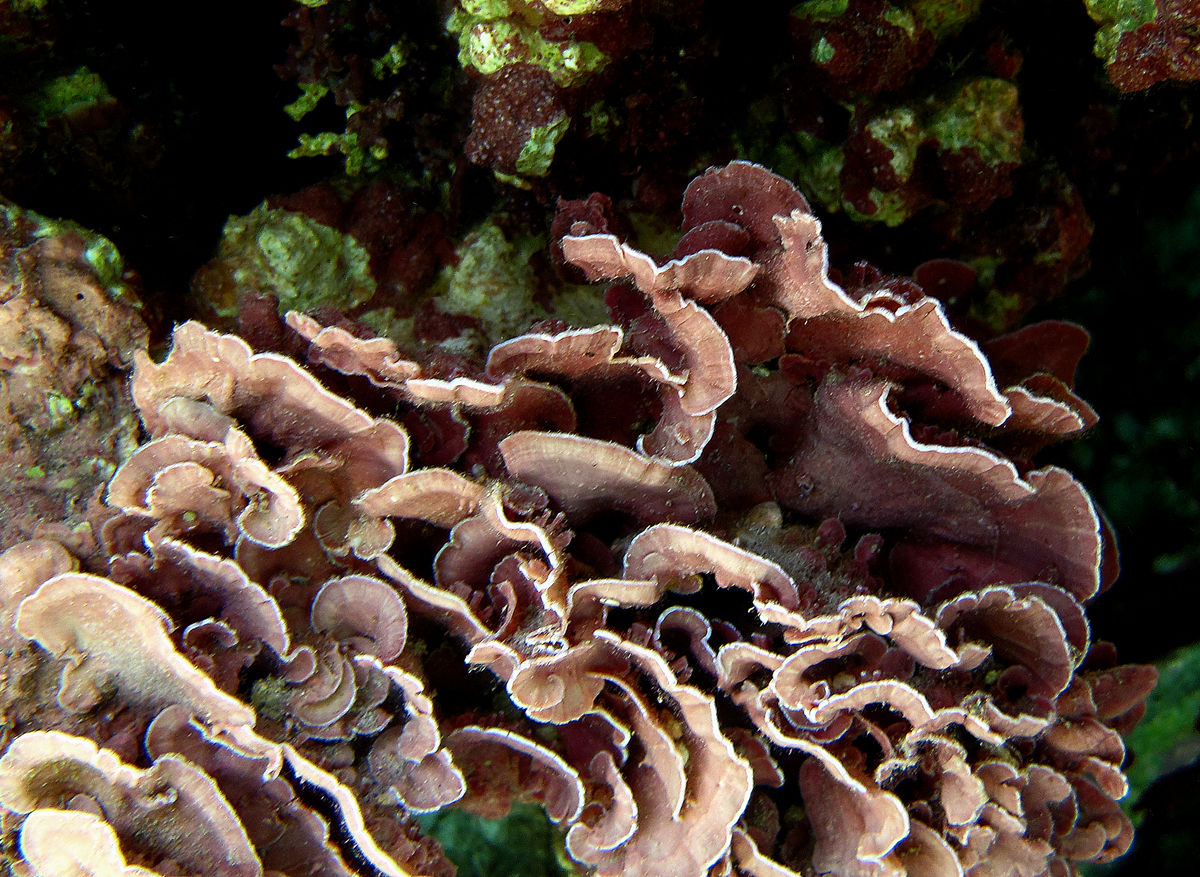
Corallinales Mesophyllum sp.
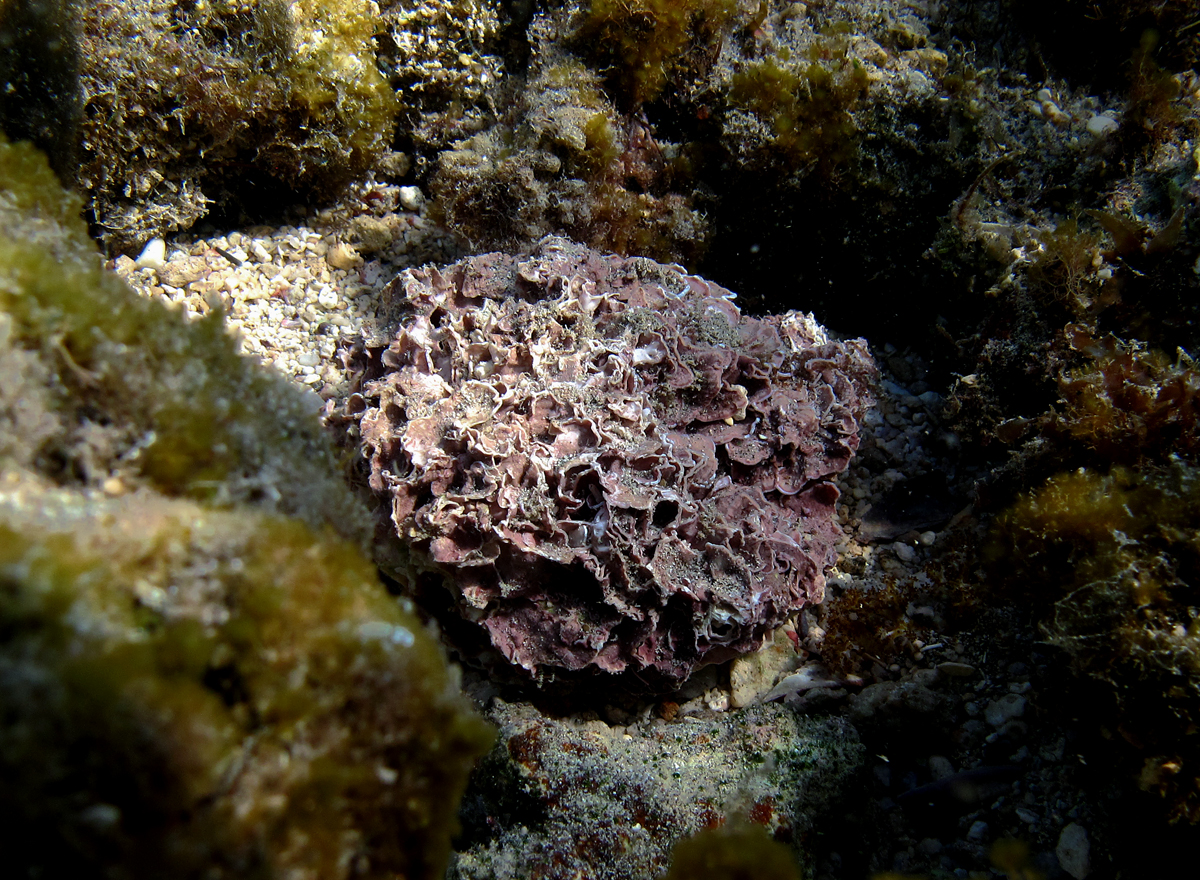
Corallinales encroûtante non identifiée.
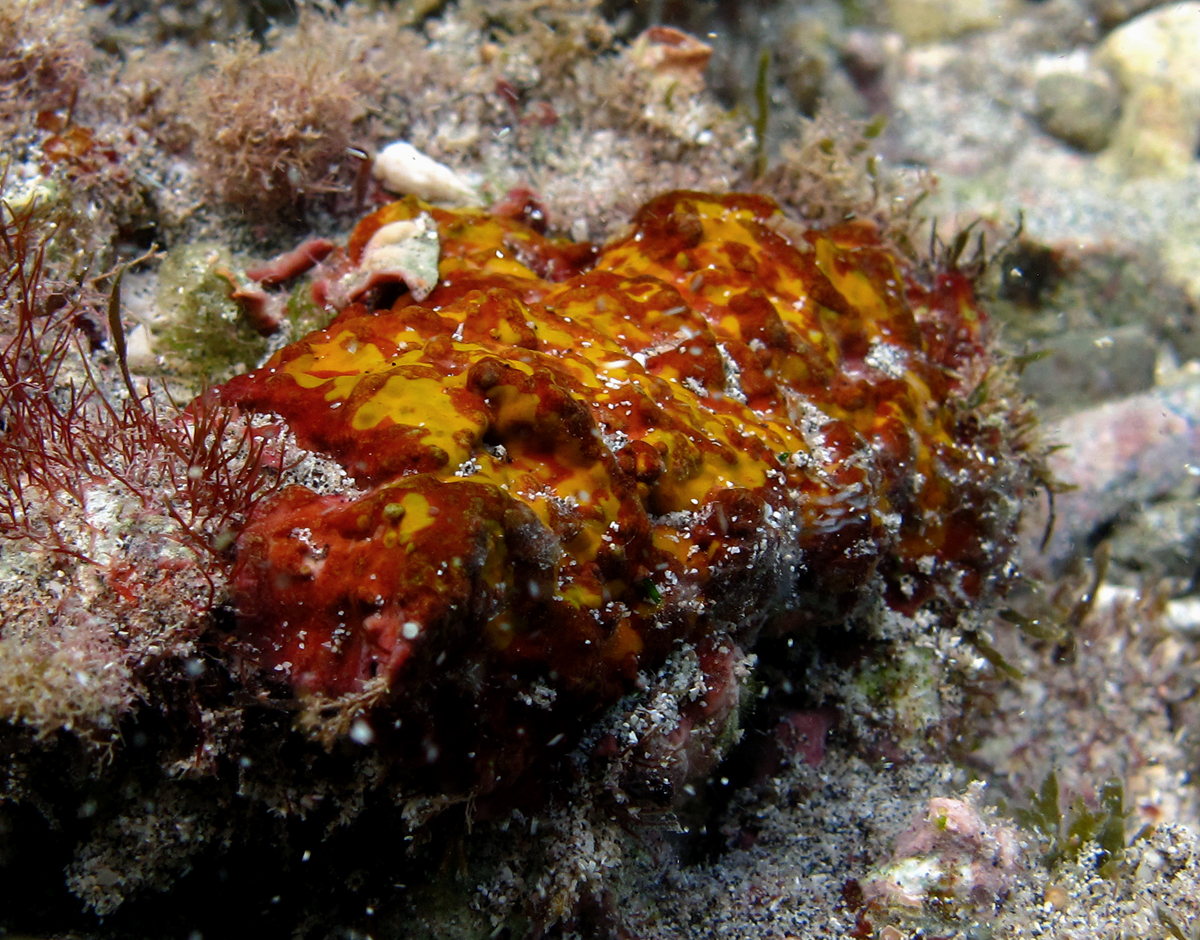
Corallinales Mesophyllum sp.
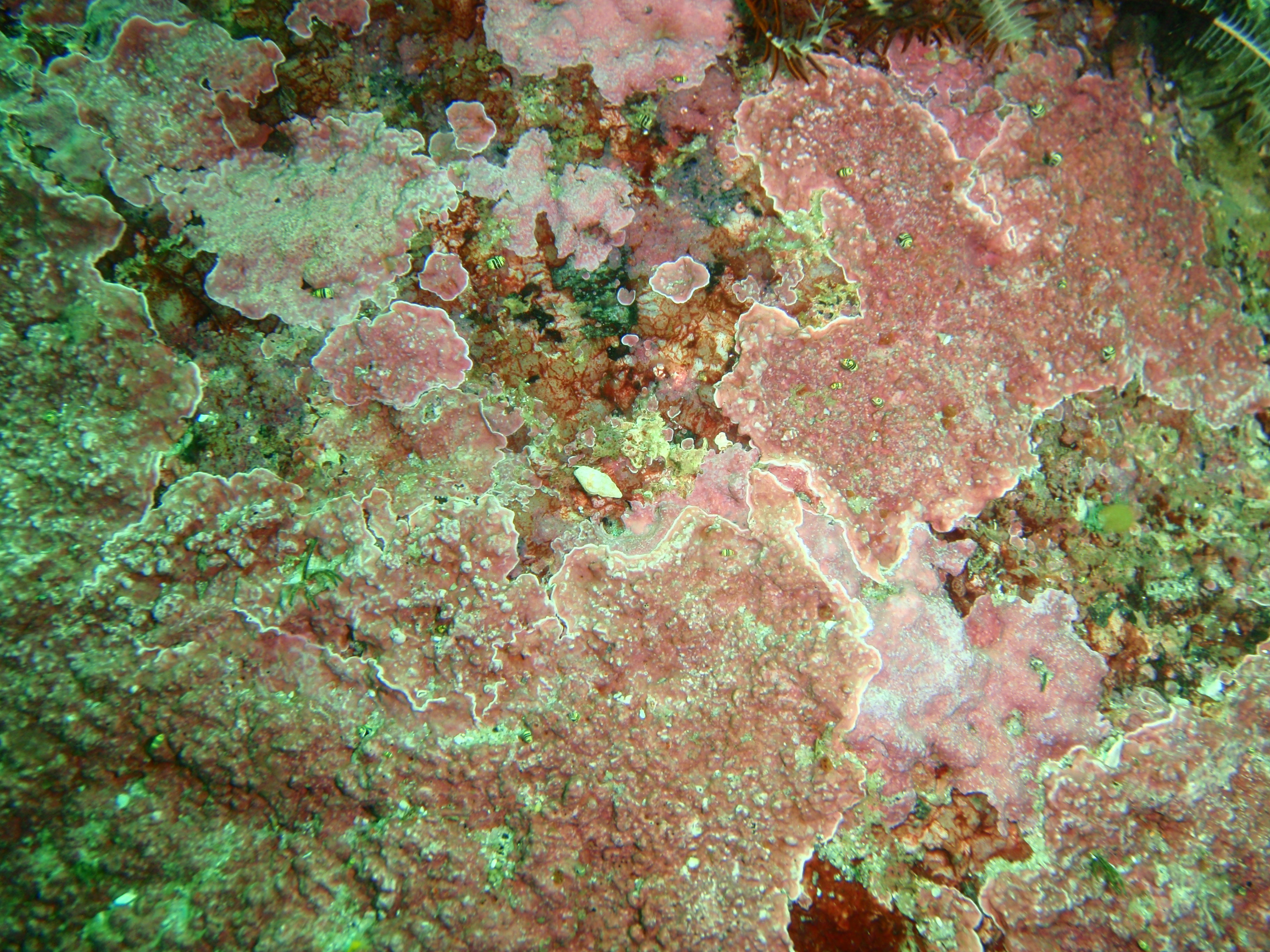
Corallinales sp. Windmill Beach, Cape Peninsula
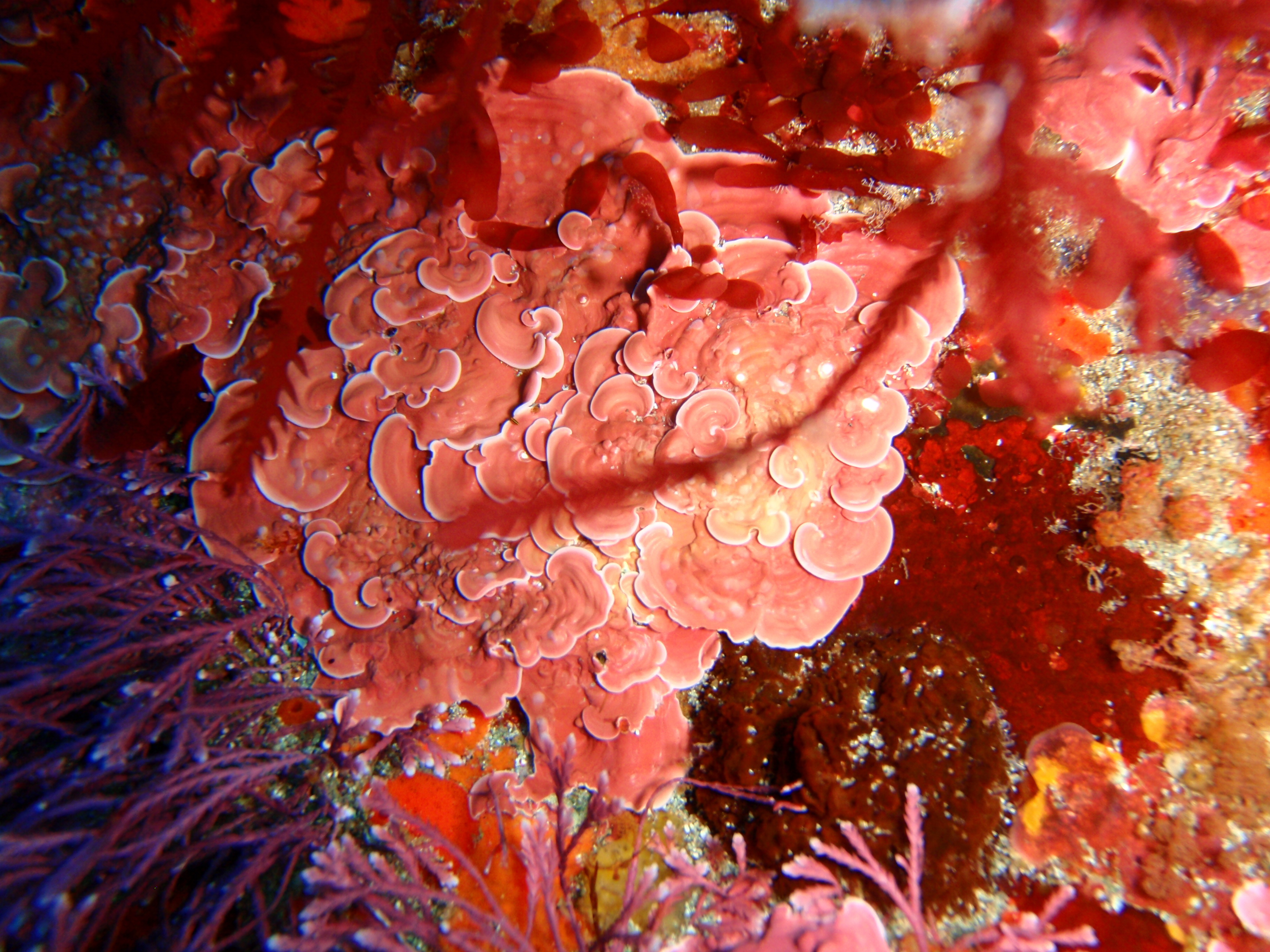
Corallinales sp.

### Encroûtements par des lichens

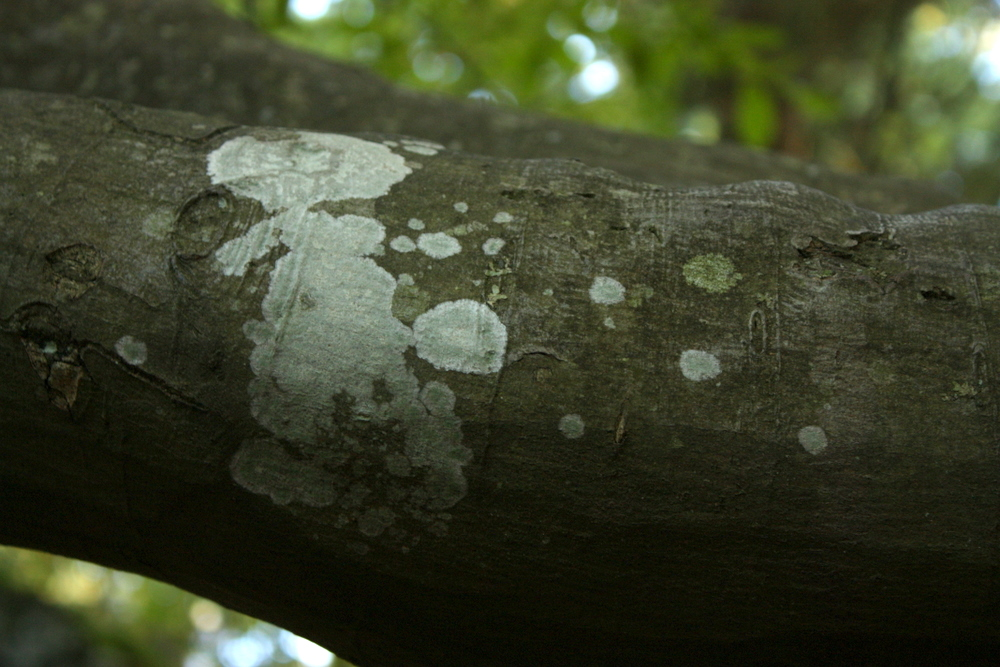
Lichen encroûtant
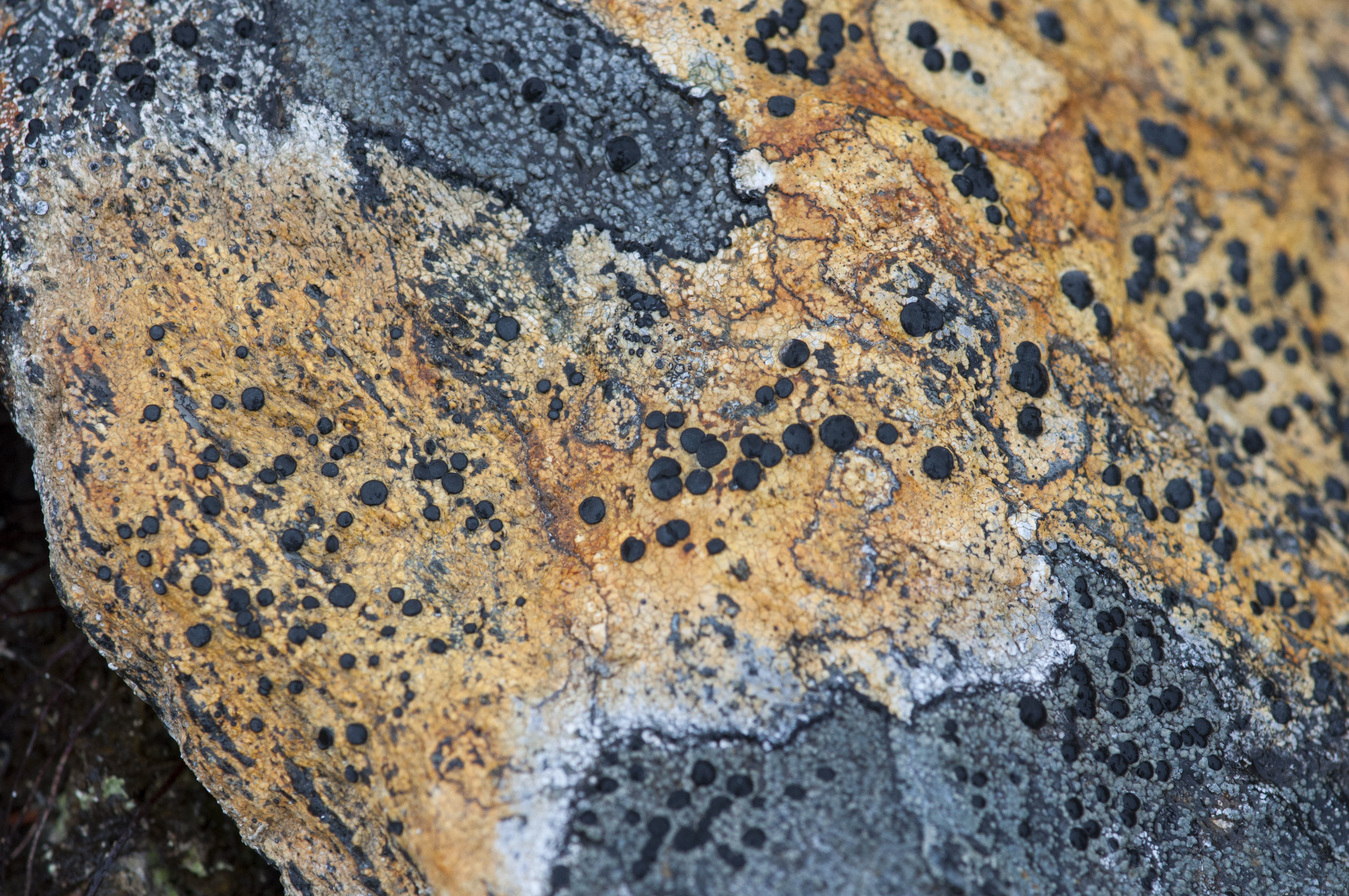
Idem
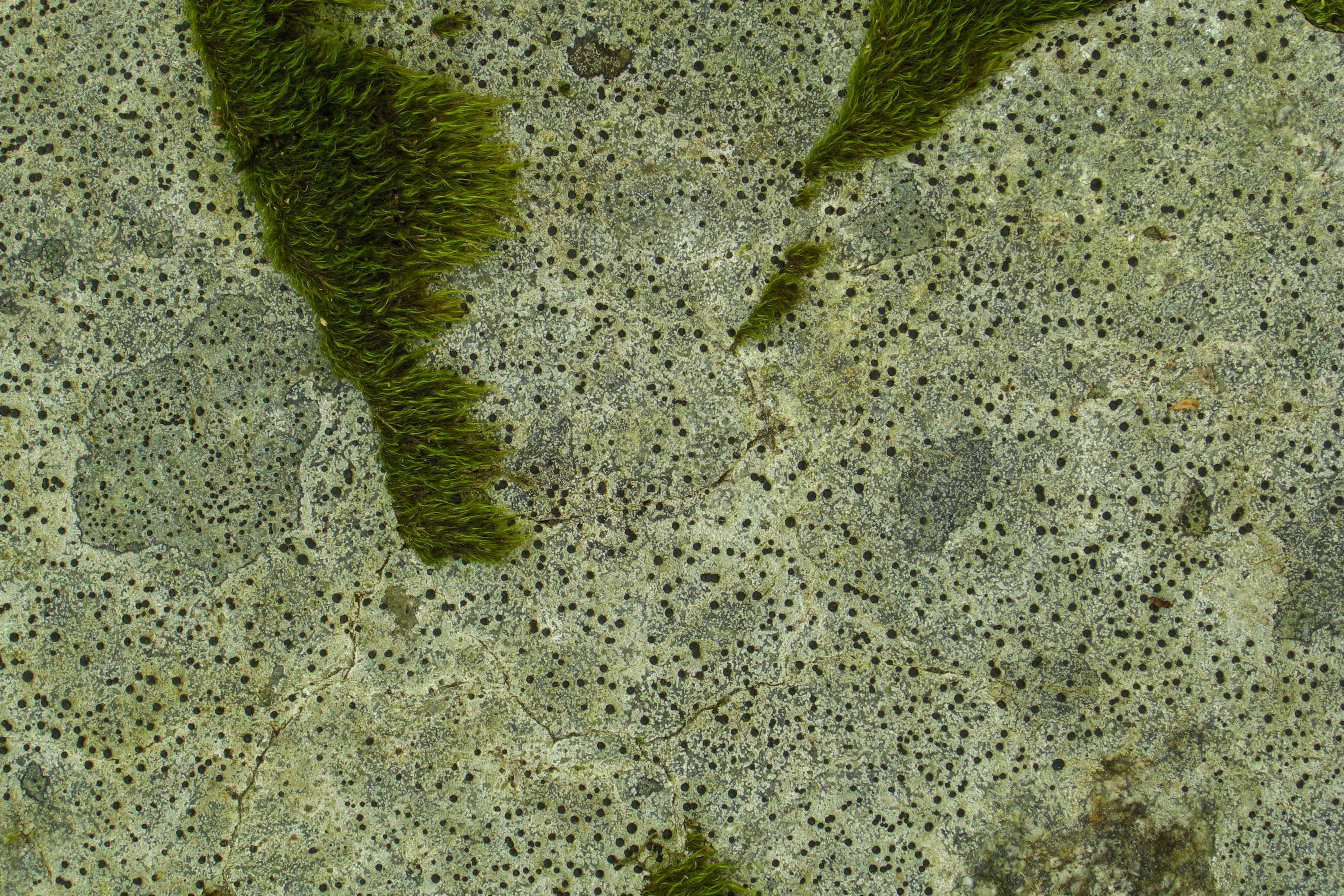
Idem
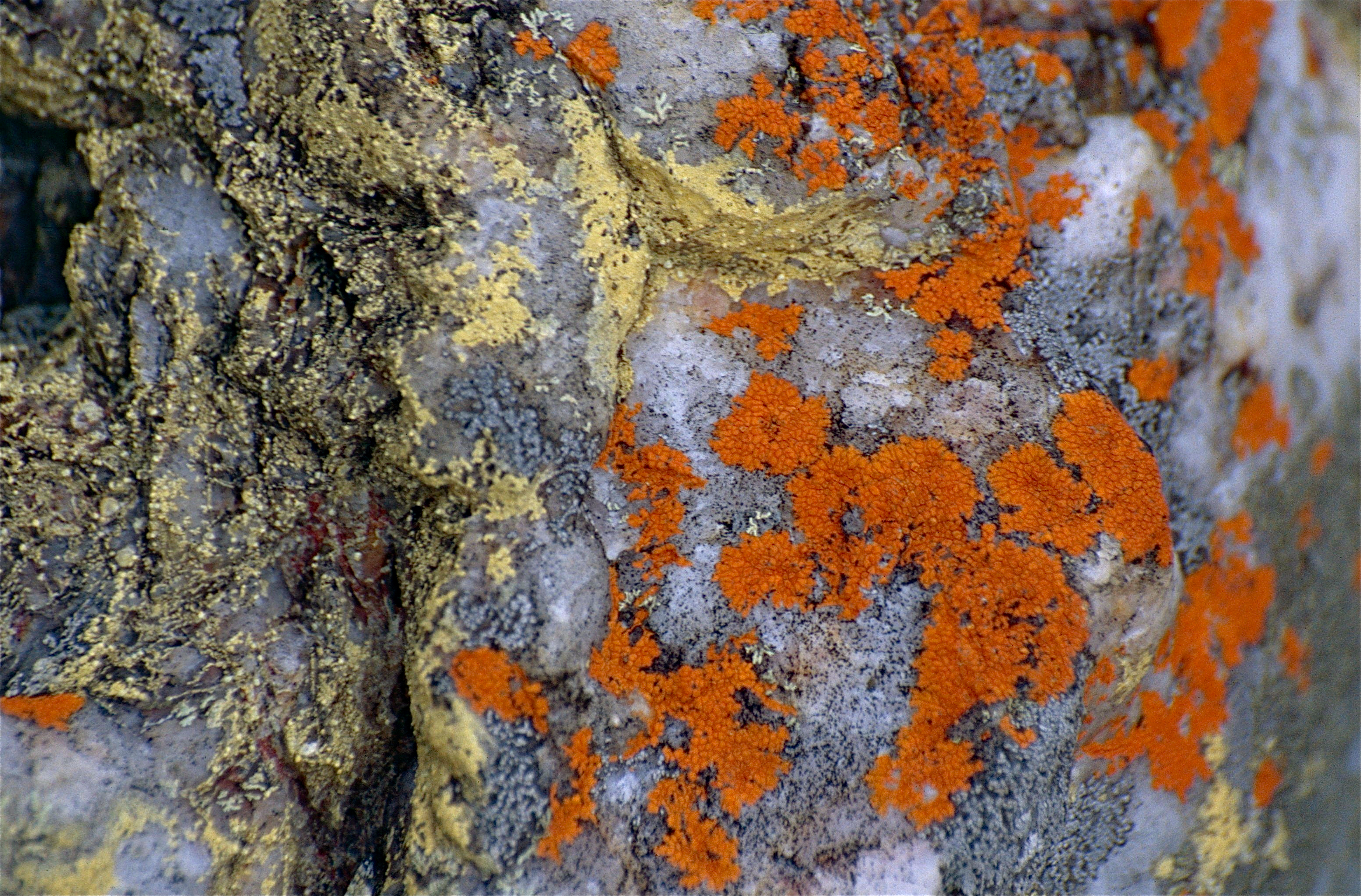
Idem (dont Caloplaca sp.)
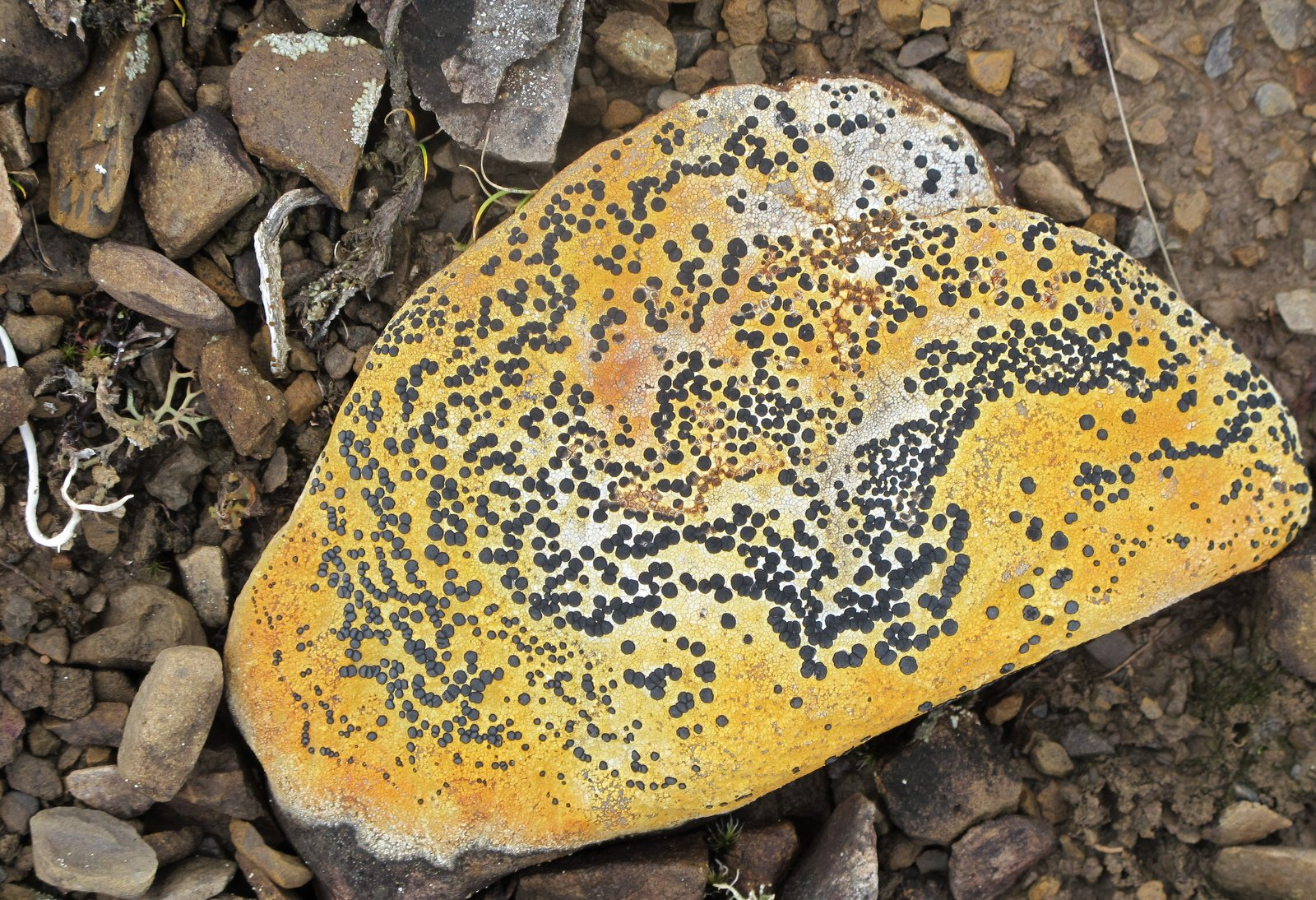
Idem

### Encroûtements algobactériens en eau douce

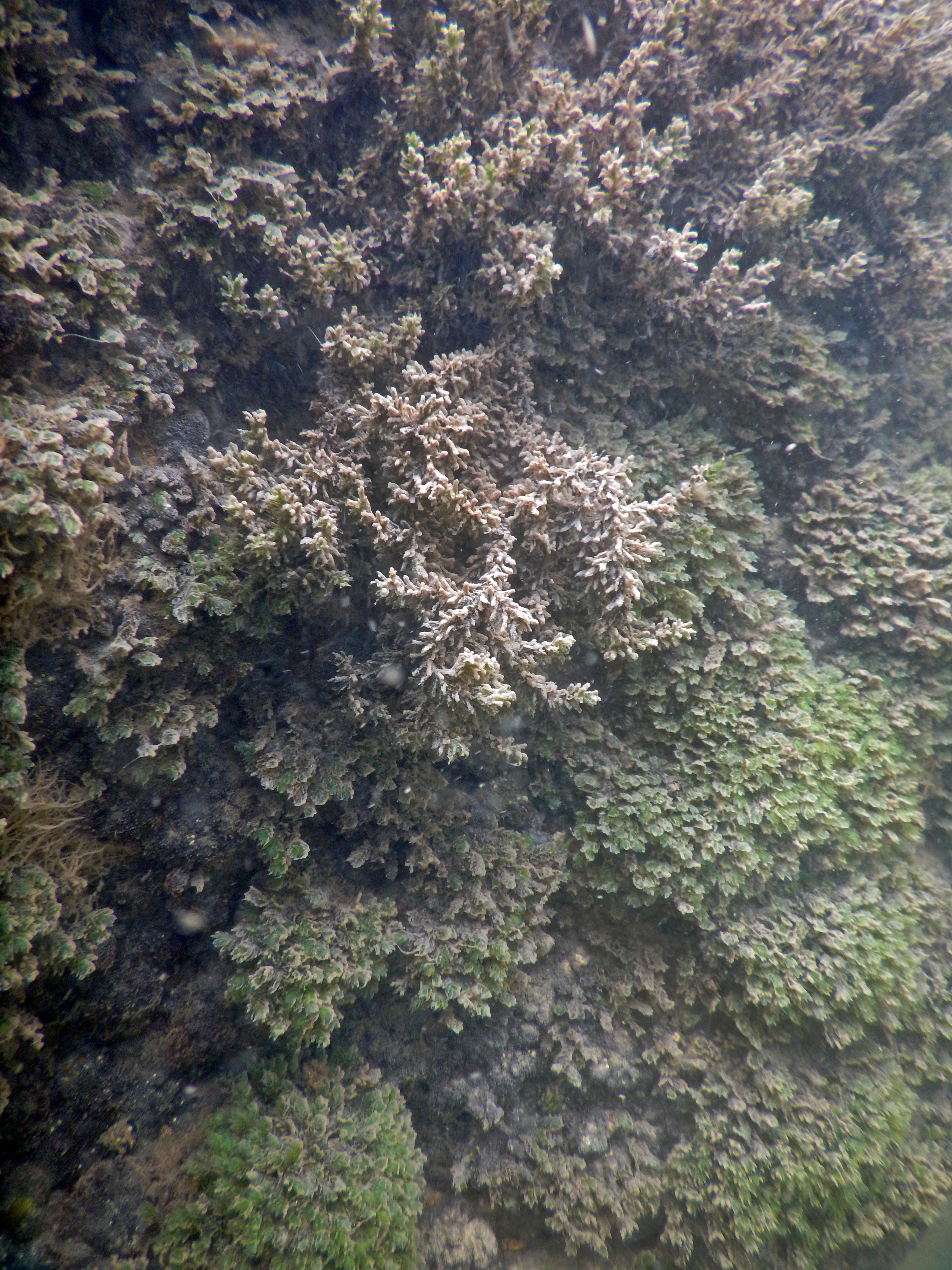
Bryophytes subaquatiques support d'une minéralisation
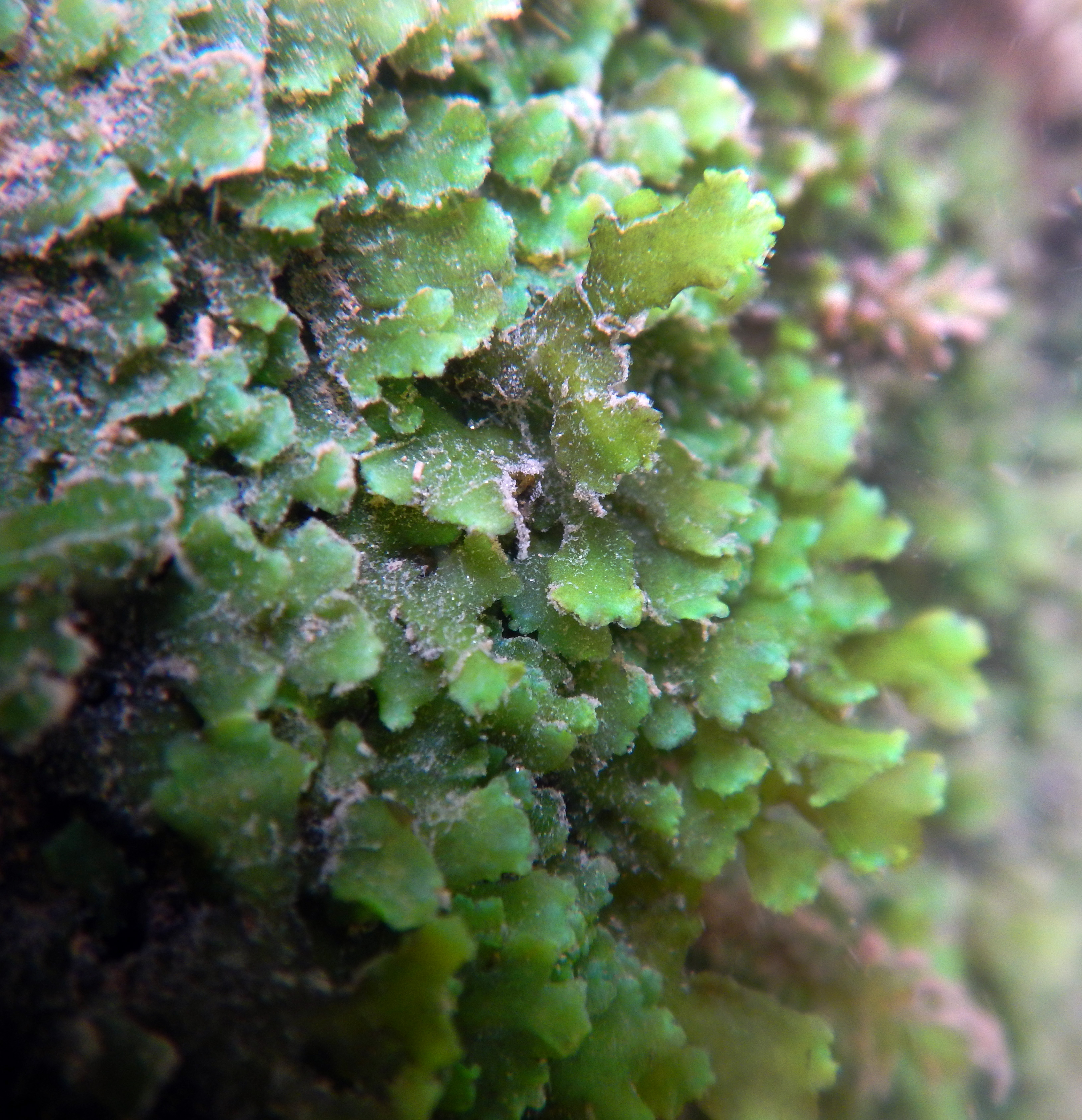
détail (hépatiques)
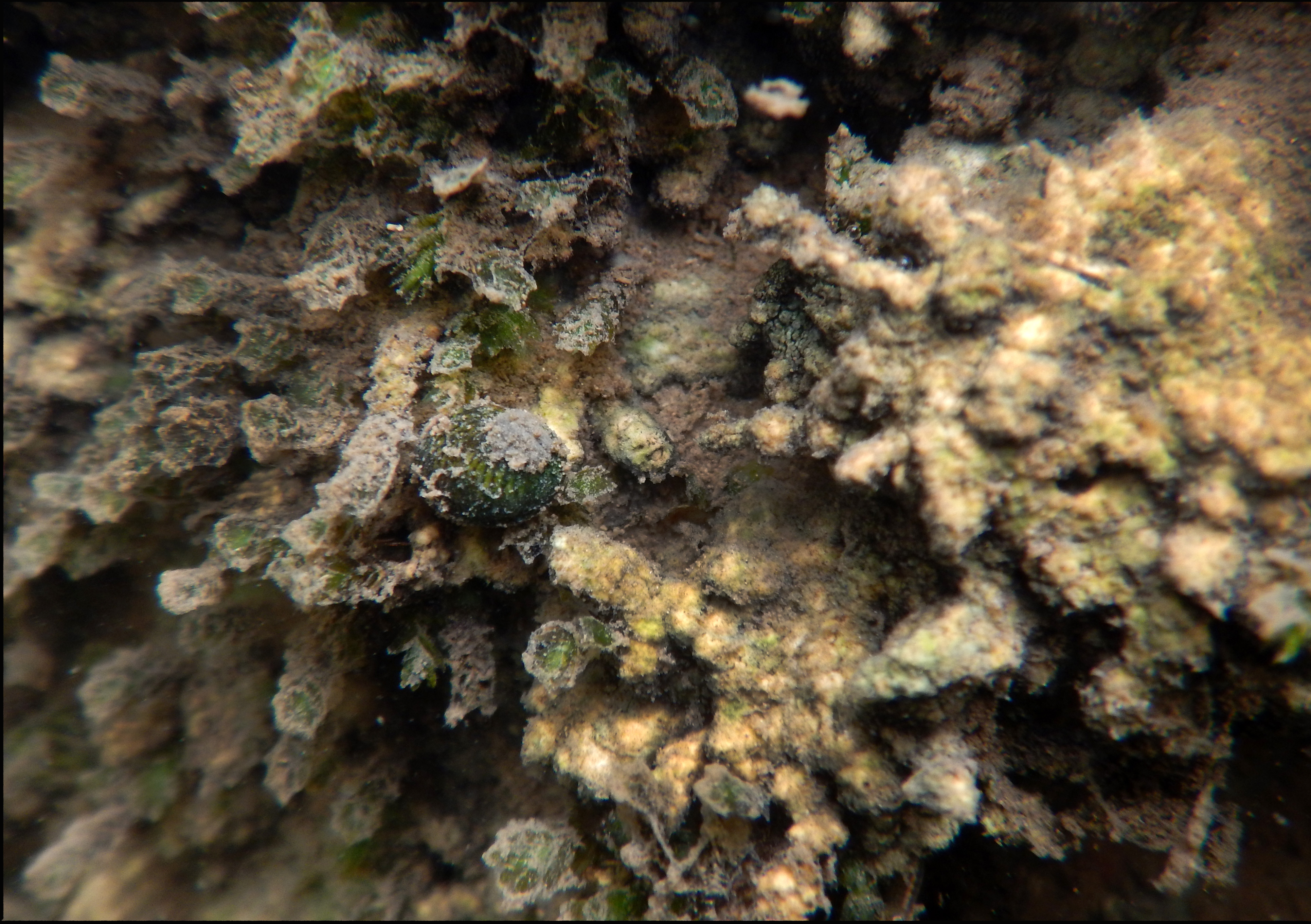
Zone de minéralisation avancée
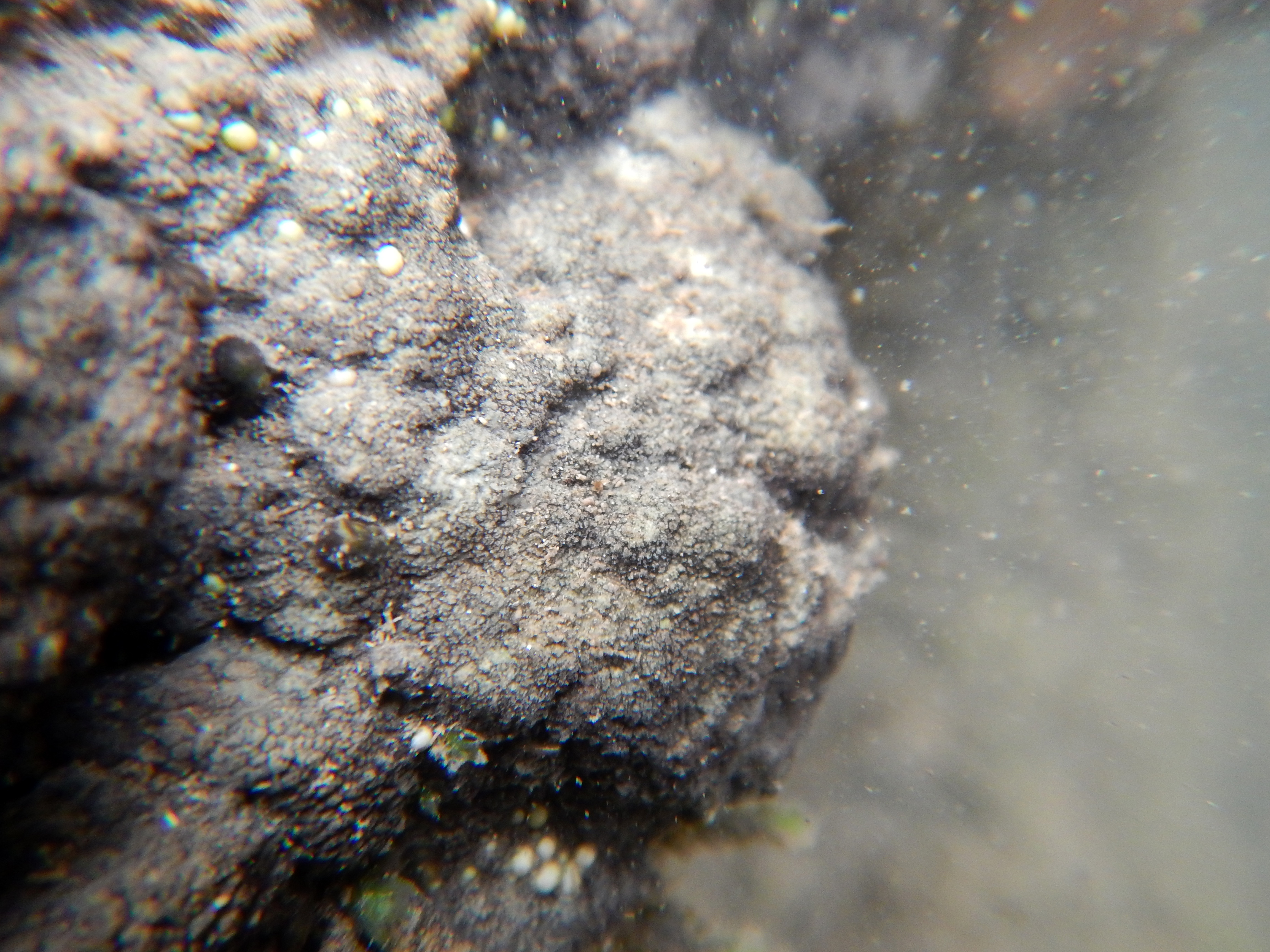
Concrétion achevée ("Sèvre niortaise")
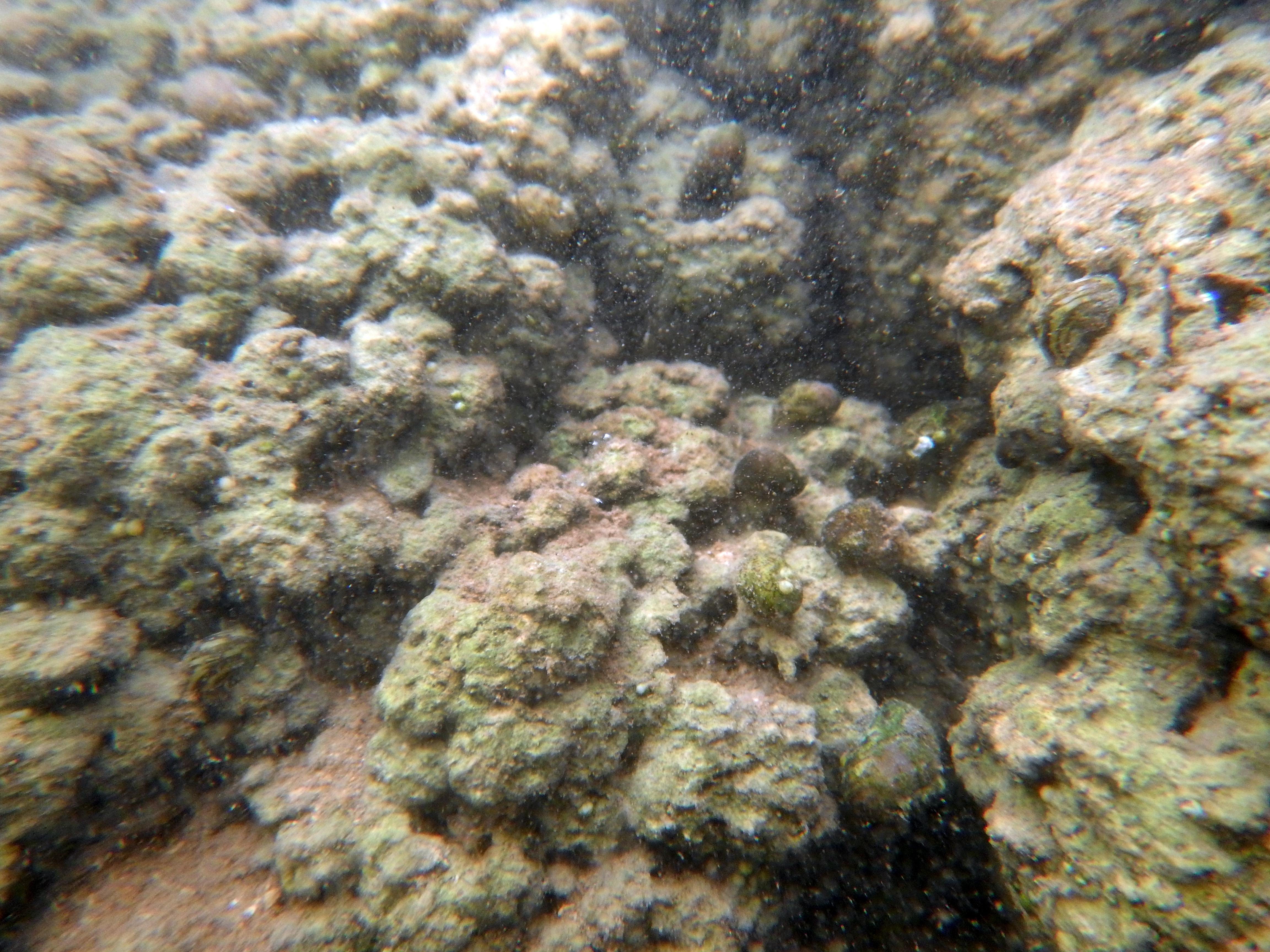
Theodoxus semble pouvoir se nourrir sur ce substrat
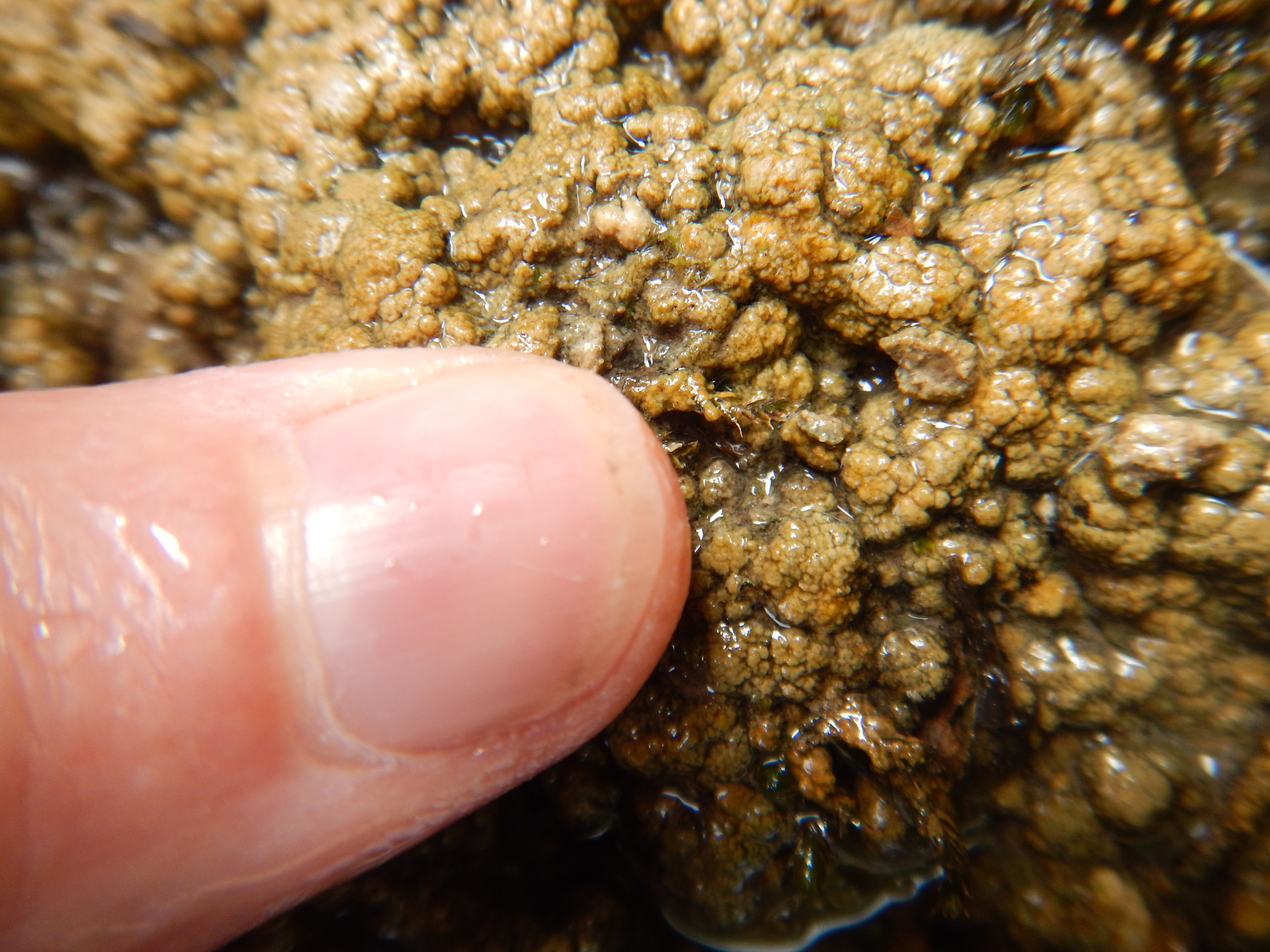
Détail
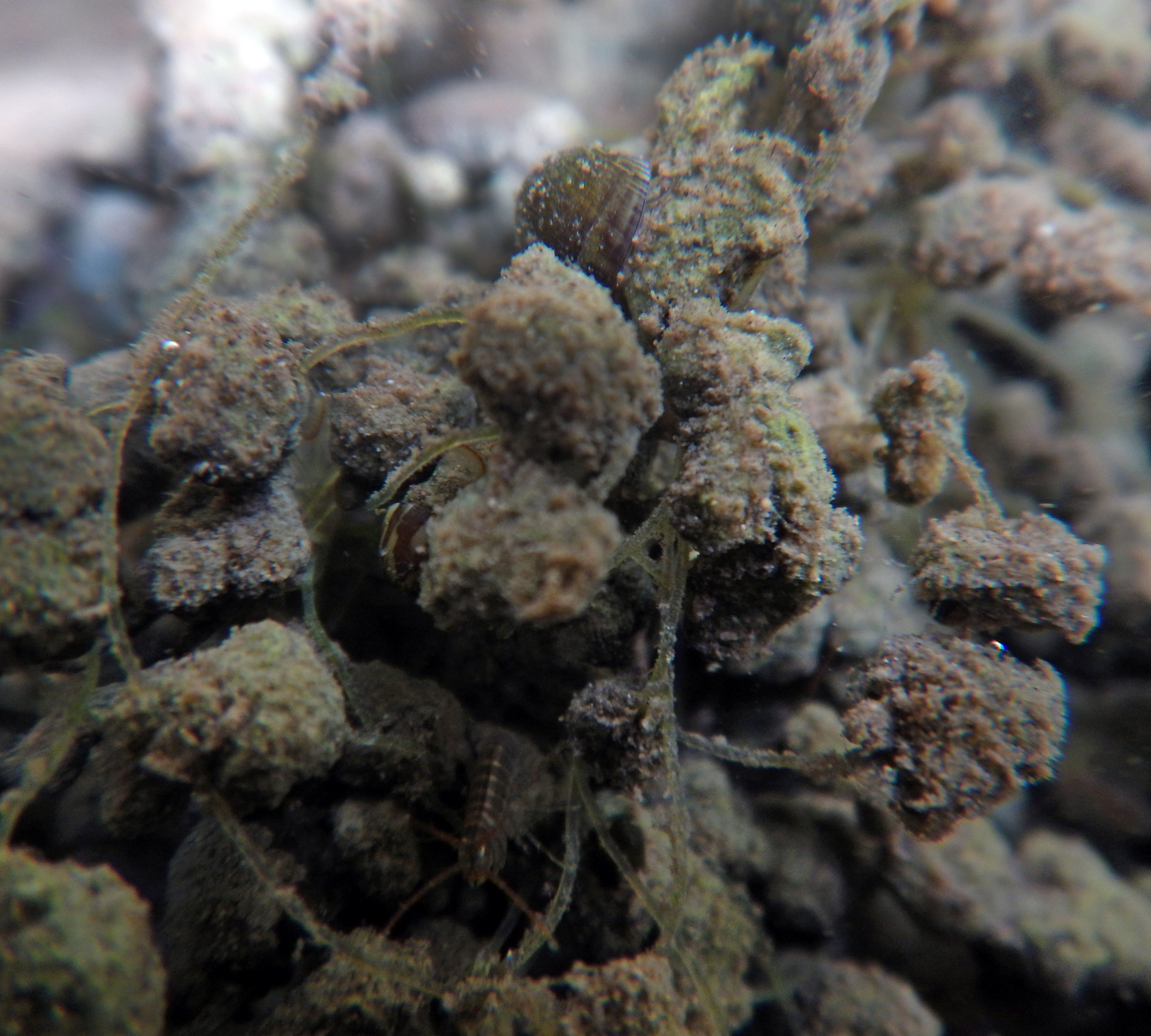
Ici, sur fil de pêche
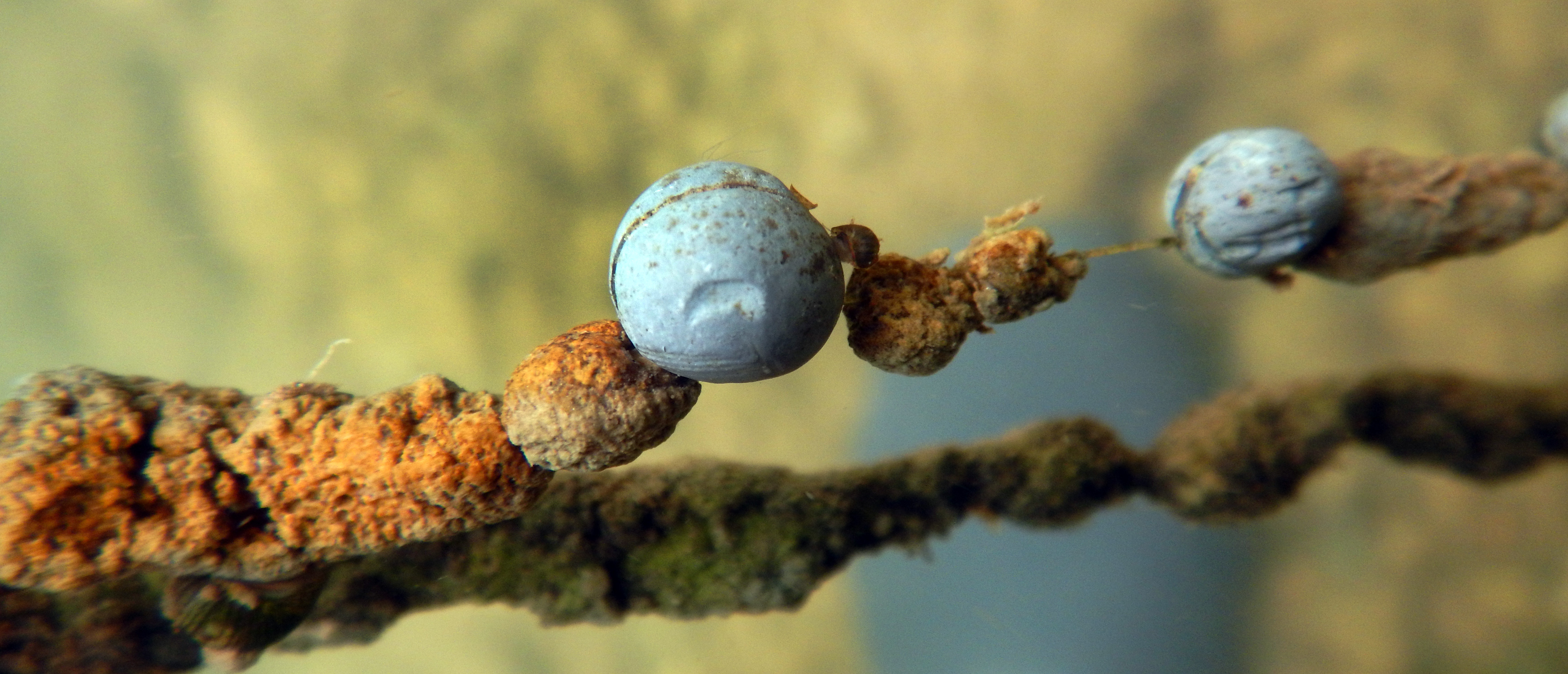
L'extrême écotoxicité du plomb inhibe toute biominéralisation (ici sur un fil de pêche en nylon muni de plombs).